# Université de Liège (handball)
La section handball de l'Université de Liège, abrégé en Unif, était un club de handball basé à Liège. Le club a évolué  pendant 17 saisons consécutives en division 1 entre 1959 et 1976.
Au plus haut niveau du handball belge, l'Unif subit, comme le reste du handball belge, la domination de l'Olympic Club Flémallois. L'Unif a néanmoins réussi à stopper l'invincibilité flémalloise grâce à un partage 13 à 13 après 115 rencontres officielles sans défaites, ni partage pour le ROC.

## Histoire
Le club est fondé par Joseph Demaret, également fondateur du ROC Flémalle et du H.Villers 59. 

## Parcours
| Saison    | Division   | Rang | Coupe |
| --------- | ---------- | ---- | ----- |
| 1959-1960 | Division 1 | 3e   | ?     |
| 1960-1961 | Division 1 | 3e   | ?     |
| 1961-1962 | Division 1 | 3e   | ?     |
| 1962-1963 | Division 1 | 2e   | ?     |
| 1963-1964 | Division 1 | ?    | ?     |
| 1964-1965 | Division 1 | ?    | ?     |
| 1965-1966 | Division 1 | 6e   | ?     |
| 1966-1967 | Division 1 | ?    | ?     |
| 1967-1968 | Division 1 | ?    | ?     |
| 1968-1969 | Division 1 | ?    | ?     |
| 1969-1970 | Division 1 | ?    | ?     |
| 1970-1971 | Division 1 | ?    | ?     |
| 1971-1972 | Division 1 | ?    | ?     |
| 1972-1973 | Division 1 | 2e   | ?     |
| 1973-1974 | Division 1 | ?    | ?     |
| 1974-1975 | Division 1 | ?    | ?     |
| 1975-1976 | Division 1 | 11e  | ?     |
| 1977-1978 | Division 2 | ?    | ?     |
| 1977-1978 | Division 3 | ?    | ?     |
| 1978-1979 | Division 3 | ?    | ?     |
| 1979-1980 | Division 3 | ?    | ?     |
| 1980-1981 | Division 3 | ?    | ?     |